# Biblioteca Municipal de Västra Frölunda
A Biblioteca Municipal de Frölunda - em sueco Frölunda bibliotek - é uma biblioteca municipal, localizada no bairro de Frölunda em Gotemburgo, Suécia.
Está instalada na Casa da Cultura de Frölunda (Frölunda Kulturhus), fundada em 1980. 